# Squadre della North American Soccer League
In questa pagina sono elencate tutte le squadre che hanno preso parte ad almeno una edizione della North American Soccer League.

## Elenco partecipanti
| Club                                                   | Città              | Stato                 | N° stag. | Prima          | Ultima         |
| ------------------------------------------------------ | ------------------ | --------------------- | -------- | -------------- | -------------- |
| Atlanta Chiefs Atlanta Apollos Atlanta Chiefs          | Atlanta            | Georgia               | 9        | 1968 1973 1979 | 1972 1973 1981 |
| Baltimore Bays                                         | Baltimora          | Maryland              | 2        | 1968           | 1969           |
| Baltimore Comets                                       | Baltimora          | Maryland              | 2        | 1974           | 1975           |
| Boston Beacons                                         | Boston             | Massachusetts         | 1        | 1968           | 1968           |
| Boston Minutemen                                       | Boston             | Massachusetts         | 3        | 1974           | 1976           |
| Calgary Boomers                                        | Calgary            | Alberta               | 1        | 1981           | 1981           |
| California Surf                                        | Anaheim            | California            | 4        | 1978           | 1981           |
| Chicago Mustangs                                       | Chicago            | Illinois              | 1        | 1968           | 1968           |
| Chicago Sting                                          | Chicago            | Illinois              | 10       | 1975           | 1984           |
| Cleveland Stokers                                      | Cleveland          | Ohio                  | 1        | 1968           | 1968           |
| Colorado Caribous                                      | Denver             | Colorado              | 1        | 1978           | 1978           |
| Dallas Tornado                                         | Dallas             | Texas                 | 14       | 1968           | 1981           |
| Denver Dynamos                                         | Denver             | Colorado              | 2        | 1974           | 1975           |
| Detroit Cougars                                        | Detroit            | Michigan              | 1        | 1968           | 1968           |
| Detroit Express                                        | Detroit            | Michigan              | 3        | 1978           | 1980           |
| Edmonton Drillers                                      | Edmonton           | Alberta               | 4        | 1979           | 1982           |
| Ft. Lauderdale Strikers                                | Fort Lauderdale    | Florida               | 7        | 1977           | 1983           |
| Hartford Bicentennials Connecticut Bicentennials       | Hartford New Haven | Connecticut           | 3        | 1975 1977      | 1976 1977      |
| Houston Hurricane                                      | Houston            | Texas                 | 3        | 1978           | 1980           |
| Houston Stars                                          | Houston            | Texas                 | 1        | 1968           | 1968           |
| Jacksonville Tea Men                                   | Jacksonville       | Florida               | 2        | 1981           | 1982           |
| K.C. Spurs                                             | Kansas City        | Missouri              | 3        | 1968           | 1970           |
| L.V. Quicksilvers                                      | Las Vegas          | Nevada                | 1        | 1977           | 1977           |
| L.A. Aztecs                                            | Los Angeles        | California            | 8        | 1974           | 1981           |
| L.A. Wolves                                            | Los Angeles        | California            | 1        | 1968           | 1968           |
| Memphis Rogues                                         | Memphis            | Tennessee             | 3        | 1978           | 1980           |
| Miami Gatos Miami Toros                                | Miami              | Florida               | 5        | 1972 1973      | 1972 1976      |
| Minnesota Kicks                                        | Minneapolis        | Minnesota             | 6        | 1976           | 1981           |
| Minnesota Strikers                                     | Minneapolis        | Minnesota             | 1        | 1984           | 1984           |
| Montréal Manic                                         | Montréal           | Québec                | 3        | 1981           | 1983           |
| Montréal Olympique                                     | Montréal           | Québec                | 3        | 1971           | 1973           |
| N.E. Tea Men                                           | Foxborough         | Massachusetts         | 3        | 1978           | 1980           |
| N.Y. Cosmos                                            | New York           | New York              | 14       | 1971           | 1984           |
| N.Y. Generals                                          | New York           | New York              | 1        | 1968           | 1968           |
| Oakland Clippers                                       | Oakland            | California            | 1        | 1968           | 1968           |
| Oakland Stompers                                       | Oakland            | California            | 1        | 1978           | 1978           |
| Philadelphia Atoms                                     | Filadelfia         | Pennsylvania          | 4        | 1973           | 1976           |
| Philadelphia Fury                                      | Filadelfia         | Pennsylvania          | 3        | 1978           | 1980           |
| Portland Timbers                                       | Portland           | Oregon                | 8        | 1975           | 1982           |
| Rochester Lancers                                      | Rochester          | New York              | 11       | 1970           | 1980           |
| St. Louis Stars                                        | Saint Louis        | Missouri              | 10       | 1968           | 1977           |
| S.A. Thunder                                           | San Antonio        | Texas                 | 2        | 1975           | 1976           |
| San Diego Jaws                                         | San Diego          | California            | 1        | 1976           | 1976           |
| San Diego Sockers                                      | San Diego          | California            | 7        | 1978           | 1984           |
| San Diego Toros                                        | San Diego          | California            | 1        | 1968           | 1968           |
| S.J. Earthquakes G.B. Earthquakes                      | San Jose           | California            | 11       | 1974 1983      | 1982 1984      |
| Seattle Sounders                                       | Seattle            | Washington            | 10       | 1974           | 1983           |
| T.B. Rowdies                                           | Tampa              | Florida               | 10       | 1975           | 1984           |
| Team America                                           | Washington         | Distretto di Columbia | 1        | 1983           | 1983           |
| Team Hawaii                                            | Honolulu           | Hawaii                | 1        | 1977           | 1977           |
| Toronto Falcons                                        | Toronto            | Ontario               | 1        | 1968           | 1968           |
| Toronto Metros Toronto Metros-Croatia Toronto Blizzard | Toronto            | Ontario               | 14       | 1971 1975 1979 | 1974 1978 1984 |
| Tulsa Roughnecks                                       | Tulsa              | Oklahoma              | 7        | 1984           | 1984           |
| Vancouver Royals                                       | Vancouver          | Columbia Britannica   | 1        | 1968           | 1968           |
| Vancouver Whitecaps                                    | Vancouver          | Columbia Britannica   | 11       | 1974           | 1984           |
| Washington Darts                                       | Washington         | Distretto di Columbia | 2        | 1970           | 1971           |
| Washington Diplomats                                   | Washington         | Distretto di Columbia | 8        | 1974           | 1981           |
| Washington Whips                                       | Washington         | Distretto di Columbia | 1        | 1968           | 1968           |